# 치에르나나트티소우

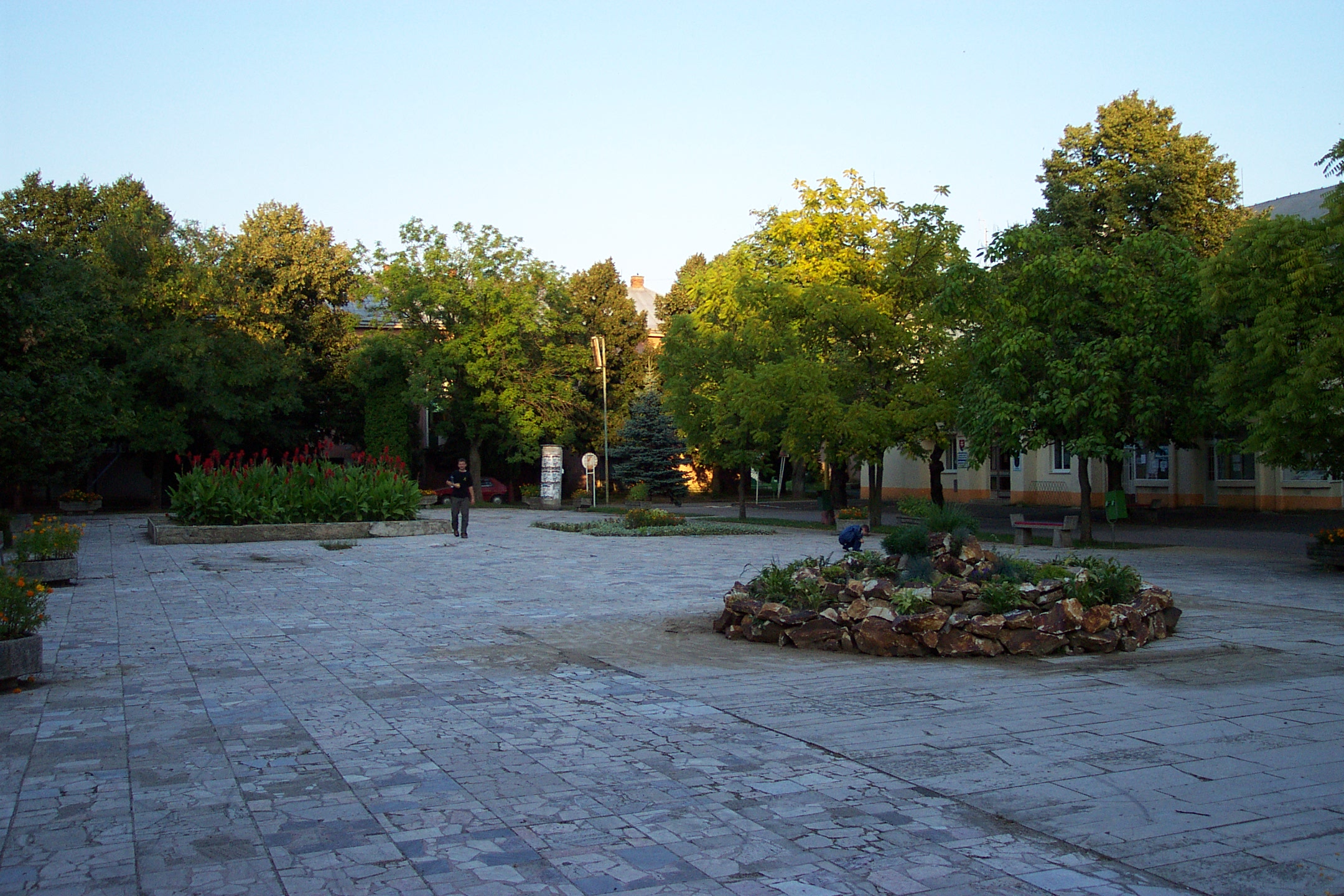
치에르나나트티소우에 위치한 피오니에로프 광장

치에르나나트티소우(슬로바키아어: Čierna nad Tisou, 헝가리어: Tiszacsernyő 티서체르뇌[*])는 슬로바키아 남동부 코시체주에 위치한 도시로 면적은 9.37km2, 높이는 102m, 인구는 4,299명(2005년 12월 31일 기준), 인구 밀도는 459명/km2이다. 헝가리-우크라이나 국경 인근에 위치하며 티서강 연안과 접한다. 인근에는 헝가리 자호니, 우크라이나 초프라는 도시가 위치한다.

시 문장